# DSA-419
La DSA-419 es una carretera perteneciente a la Red Secundaria de la Diputación Provincial de Salamanca que une la  DSA-416  con la localidad de Garcirrey. También pasa por la localidad de Moral de Castro.

## Origen y Destino
La carretera  DSA-419  tiene su origen en Aldehuela de la Bóveda en la intersección con la carretera  DSA-416 , y termina en el casco urbano de Garcirrey formando parte de la Red de carreteras de Salamanca.